# ラム・オン
ラム・オン（Ram On）は、1971年にポール・マッカートニーが発表した楽曲である。

## 概要
アルバム『ラム』の3曲目に収録された。マッカートニーは2001年の音楽雑誌『モジョ (Mojo)』のインタビューにて、「「ラム・オン」はウクレレを使った可愛い曲だよ。僕はニューヨークのタクシーの後部座席にウクレレを積んで、いつも音楽を楽しんでたんだ。タクシーの運転手たちは、僕の事を変人だって思ってたみたいだよ」と語っている。

## クレジット
- ポール・マッカートニー - リード・ボーカル、バッキング・ボーカル、ウクレレ、ピアノ、ウーリッツァー、ドラムス、パーカッション
- リンダ・マッカートニー - バッキング・ボーカル

## リプライズ
アルバム『ラム』には3曲目のラム・オンのリプライズ版が11曲目に出てくる。最後の部分で歌われている歌詞が、のちの「ビッグ・バーン・ベッド」（アルバム『レッド・ローズ・スピードウェイ』収録）の元となる。

## 収録アルバム
- 『ラム』

## 参照
1. ↑  “Ram On”. The Paul Mccartney project. 2022年5月4日閲覧。